# سركلاند

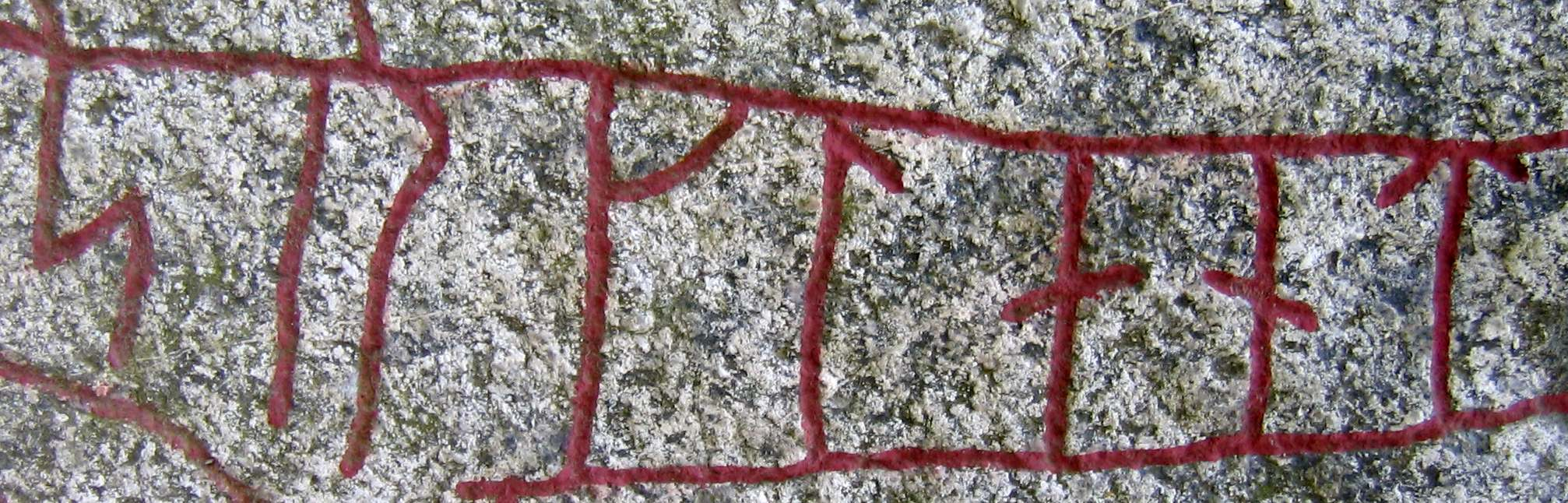
سركلانت على حجر تيلينغه الروني تم نصبه في ذكرى فارانجي لم يرجع من سركلاند، في كنيسة تيلينغه في أوبلاند، السويد.

سِركلاند أو سرقلاند (بالإنجليزية: Serkland، بالسويدية: Särkland، بالنرويجية: Særkland) هو اسم للخلافة العباسية و من المحتمل لبعض المناطق الإسلامية المجاورة مذكور في المصادر النوردية القديمة، مثل الملاحم والأحجار الرونية.
بالرغم من التشابه مع كلمة ساراسين، فإنه من المرجح أن يكون اسم المكان مستمد من serkr ("ثوب، عباءة") و land ("أرض")، ليشير إلى ملابس الشعب الذي كان يعيش في المنطقة..
الجدير بالذكر أن أحد أحجار إنغفار الرونية، رقم تصنيفه Sö 179، الذي تم نصبه حوالي 1040 في قصر غريبسهولم، إحياءاً لذكرى فقدان فارانجي خلال غارة فاشلة في سركلاند. الأحجار الرونية المتبقية التي تتحدث عن سركلاند هي Sö 131، و Sö 279، و Sö 281، حجر تيلينغه الروني و من الممكن الحجر الروني المفقود U 439.
العديد من الساغات (الملاحم الإسكندنافية) ذكرت سركلاند مثل: ملحمة إينغلينغا، و ملحمة سورلا، و حكاية سورلا، و ملحمة سيغورذار يورسالافارا، ملحمة هيالمثس و أولفيس. و ذُكرت أيضاً في القرن 11 من قبل الشاعر ثورغيلس فيسكيماذر، و في القرن 12 ذكرها الشاعر ثورارين ستوتفِلدر.